# Крінов Євген Леонідович
Євген Леонідович Крінов (рос. Евгений Леонидович Кринов; 3 березня 1906 - 2 січня 1984) — радянський астроном і геолог, доктор геолого-мінералогічних наук (1961). Відомий дослідник метеоритів, мінералог; на честь його названий відкритий (1966) в метеоритах мінерал кріновіт.

## Біографічні відомості
Родився в с. От'яссах (нині Тамбовська область). У 1926-1930 працював у метеоритному відділі Мінералогічного музею АН СРСР, в 1930-1937 — у Центральному науково-дослідному інституті геодезії, аерозйомки і картографії, з 1938 — в метеоритному відділі Мінералогічного інституту АН СРСР, з 1939 — у Комітеті з метеоритів АН СРСР, створеному на базі цього відділу. З 1972 — голова Комітету з метеоритів АН СРСР, одночасно з 1979 — завідувач новоствореної лабораторії метеоритики Інституту геохімії та аналітичної хімії АН СРСР. 
Основні наукові праці присвячені дослідженню метеоритів, їхніх морфологічних властивостей і структури, умов їхніх падінь на Землю. Вивчав спектральні відбивні здібності гірських порід, різних мінералів та метеоритів, розробив їхню спектрофотометричних класифікацію, а також морфологічну класифікацію метеоритів. Запропонував новий, морфологічний, метод вивчення падінь метеоритів на Землю. Склав каталог і атлас спектральних коефіцієнтів яскравості, що використовуються в аерофотозніманню і при порівнянні земних гірських порід з небесними тілами (астероїдами). Керував багатьма експедиціями з вивчення падінь метеоритів, в тому числі Сіхоте-Алінського залізного метеоритного дощу. Автор монографій «Метеорити» (1948), «Тунгуський метеорит» (1949), «Основи метеоритики» (1955) та інших.
У 1966 відкритий в метеоритах мінерал отримав назву кріновіта. На честь вченого названа мала планета 2887 Крінов, відкрита у 1977 Миколою Черних.
Член багатьох наукових товариств. 
Державна премія СРСР (1952), медаль ім. Ф.Леонарда Американського метеоритного товариства (1971).

## Виноски
1. ↑  Schmadel, Lutz D. (2003). Dictionary of Minor Planet Names (вид. 5th). New York: Springer Verlag. с. p. 237. ISBN 3540002383. Архів оригіналу за 11 вересня 2011. Процитовано 7 квітня 2010. {{cite book}}: |pages= має зайвий текст (довідка)